# Mariángeles Cossar
Mariángeles Cossar (ur. 7 kwietnia 1990, Argentyna) – argentyńska siatkarka grająca jako środkowa. Obecnie występuje w drużynie Boca Juniors.